# Акаев, Арсен Алиевич
Арсе́н Али́евич Ака́ев (кум. Акъайланы Арсен Алины уланы; род. 28 декабря 1970, Хасавюрт, Дагестанская АССР) — российский футболист и тренер. Работал и. о. (2010) и помощником главного тренера «Анжи» (2010—2016, 2017—2018).

## Биография
Акаев родился 28 декабря 1970 года в Хасавюрте. По национальности кумык. С 1993 года играл в махачкалинском «Динамо». В 1994 году Акаев с двумя своими одноклубниками отыграл второй круг сезона за «Анжи», так как махачкалинское «Динамо» сняли с чемпионата.
В последнем туре сезона 2000 года махачкалинский «Анжи» играл в Лужниках против московского «Торпедо». Махачкалинцам достаточно было ничьи, чтобы завоевать первые в своей истории бронзовые медали. На 93 минуте игры арбитр матча Ключников назначил пенальти в ворота «Анжи» за игру рукой в штрафной площади Арсеном Акаевым. Забитый пенальти вывел на третье место московскую команду.
В конце июня 2016 года покинул тренерский штаб «Анжи». 13 июня 2017 года возглавил «Анжи-2», который заявился в ПФЛ. 17 августа того же года стал старшим тренером основой команды, работая под руководством Вадима Скрипченко.
В конце августа 2021 года вошёл в тренерский штаб возрождённого махачкалинского «Динамо».

## Достижения
- Победитель первого дивизиона России: 1999.
- Финалист Кубка России: 2000/01.